# Godzilla, King of the Monsters!
Godzilla, King of the Monsters! (Nederlandse titel: Godzilla, het zeemonster van Odo; Vlaamse titel: Godzilla, koning der monsters) is een Japans-Amerikaanse film uit 1956, gebaseerd op het monster Godzilla. De film is een Amerikaanse bewerking van de Japanse film Godzilla. De regie was in handen van Terry Morse en Ishiro Honda.

## Verhaal
De film begint in een haastig gebouwd noodziekenhuis, midden in een verwoest Tokio. Een van de patiënten in het ziekenhuis is de Amerikaanse journalist Steve Martin. In een flashback verteld Martin wat er gebeurd is:
Hij was op doorreis naar Caïro voor United World News, en maakte een tussenstop in Japan. Hier belandde hij midden in een noodgeval van ongekende omvang. Hij hoorde over de mysterieuze verdwijningen van enkele schepen net voor de kust van japan. Toen hij ontdekte dat een zeeman was aangespoeld op een eiland vlakbij, haastte hij zich naar dit eiland in de hoop dat de man hem meer kon vertellen over de verdwijningen. De eilandbewoners spraken over een enorm monster dat in de zee zou wonen, en dat alle schepen zou hebben laten zinken. Martin belde zin baas bij United World News, en kreeg toestemming wat langer in Japan te blijven om de zaak te onderzoeken.
Martin kreeg al snel hulp van de paleontoloog Dr. Yamane, zijn dochter, en haar vriend Ogata. Ze zagen zelf hoe het monster het dorp verwoestte, en keerden terug naar Japan met bewijsmateriaal. Al snel bleek dat het monster richting Tokio ging. De Japanse marine kon het enorme beest niet tegenhouden, en midden in de nacht viel het monster Tokio aan. Martin was een van de vele miljoenen mensen die gewond raakte bij de aanval. Godzilla, zoals het monster genoemd werd door de media, verdween al snel weer de zee in. Maar vermoedelijk zou hij spoedig terugkeren.
Daarmee eindigt de flashback. Martin wordt opgezocht in het ziekenhuisd oor Yamane’s dochter. Zij vertelt dat ze wellicht een manier weet om het monster te stoppen. Haar verloofde, een jonge wetenschapper genaamd Dr. Serizawa, heeft een nieuw wapen uitgevonden dat zuurstof in water vernietigd en zo alle levensvormen kan desintegreren. Deze “Oxygen Destroyer” is vermoedelijk het enige wapen dat Godzilla kan vernietigen.
Dr. Serizawa is erg terughoudend in het gebruik van zijn wapen, maar stemt uiteindelijk toe. Vlak voor hij vertrekt vernietigd hij alle documenten en aantekeningen over de Oxygen Destroyer. Dr. serizawa slaagt erin Godzilla in de baai van Tokio op te sporen, en het wapen voor zijn voeten tot ontploffing te brengen. Terwijl de explosie Godzilla vernietigd, snijd Dr. Serizawa zijn zuurstofslang door en sterft zelf ook. Zo vernietigd hij niet alleen het monster, maar ook alle kennis over de Oxygen Destroyer zodat dit wapen nooit meer gebruikt kan worden.

## Rolverdeling
| Acteur          | Personage            | Opmerkingen                     |
| --------------- | -------------------- | ------------------------------- |
| Raymond Burr    | Steve Martin         | Amerikaanse cast                |
| Frank Iwanaga   | Japanse journalist   | Amerikaanse cast                |
| Mikel Conrad    | George Lawrence      | Amerikaanse cast                |
| Takashi Shimura | Dr. Yamane           | Personage uit de originele film |
| Momoko Kouchi   | Dr. Yamane’s dochter | Personage uit de originele film |
| Akira Takarada  | Ogata                | Personage uit de originele film |
| Akihiko Hirata  | Dr. Serizawa         | Personage uit de originele film |

## Achtergrond

### Productie
Het idee voor “Godzilla, King of the Monsters!” ontstond toen Edmund Goldman de originele Godzillafilm zag in een Chinatown theater in Californië. Hij kocht de internationale rechten op de film voor $25,000, en verkocht ze aan Jewell Enterprises Inc., een klein productiebedrijfje in handen van Richard Kay en Harry Rybnick. Zij besloten de film aan te passen voor de Amerikaanse markt.
Voor hun Amerikaanse versie namen Kay en Rybnick scènes uit de originele film, en combineerden die met nieuwe scènes met Amerikaanse acteurs in de hoofdrol. De Japanse scènes werden voorzien van Engelse tekst. De nieuwe scènes werden bedacht door Al C. Ward en geregisseerd door Terry Morse. Door montage en gebruik van dubbelgangers werd de indruk gewekt dat het personage Steve Martin zich in dezelfde scènes bevond als de Japanse personages uit de originele film.

### Ontvangst
De film was redelijk succesvol bij het Amerikaanse publiek. De film werd ook uitgebracht in Europa en Zuid-Amerika, waar de originele film onbekend was. Hier had de film een grote impact. De film werd zelfs uitgebracht in Japan, waar hij werd voorzien van Japanse ondertitels voor de Amerikaanse tekst. De film opende zo de deur voor de import van Japanse films naar Amerika en Europa.
Toch was niet iedereen te spreken over de film. De New York Times filmcriticus Bosley Crowther gaf de film al een dag nadat hij hem had gezien een slechte recensie.

## Prijzen en nominaties
In 2008 werd “Godzilla, King of the Monsters!” genomineerd voor een TV Land Award in de categorie “Best Movie to Watch at the Drive-In”